# Chromatographie liquide à haute performance sur gel dénaturant
La Chromatographie liquide à haute performance sur gel dénaturant (Denaturing High Performance Liquid Chromatography) (DHPLC), est une méthode chromatographique permettant la détection de substitutions de bases, de petites délétions ou d'insertions au niveau de l'ADN. Grâce à sa rapidité et sa résolution élevées, cette méthode est particulièrement utile pour la recherche de polymorphismes dans l'ADN.

## Principe

### PCR
En pratique, l'analyse commence par une réaction en chaîne par polymérase (PCR) classique afin d’amplifier le fragment étudié. Autrement dit, à partir d’un seul fragment d’ADN, il est possible de le multiplier, à partir d’amorces oglionucléotiques, petites protéines qui par combinaison donnent les bases connues de l’ADN, précises, dans le but d’obtenir un échantillon plus grand et donc plus facile à analyser. Le volume de solution obtenu après la PCR, de l’ordre de la dizaine de microlitres ou plus, permet d’effectuer soit une série d’analyses par DHPLC, soit de confirmer les résultats obtenus avec une autre méthode de séquençage classique.
Si la région amplifiée présente un polymorphisme hémizygote, c’est-à-dire qu’il possède deux types différents de fragments, correspondant à l'allèle sauvage et à l'allèle polymorphe, les deux seront présents dans le produit de PCR.

### Dénaturation-renaturation
Cette première étape est suivie d'une étape de dénaturation - renaturation afin de créer des hétéro- et homoduplexes à partir des deux populations présentes dans la PCR. Cela  consiste à chauffer l’échantillon afin que les brins en double hélice de l’ADN se déroulent et se séparent pour former une nouvelle double hélice avec d’autres brins lorsque la solution est légèrement refroidie. Par ce processus, des brins mutés peuvent se recombiner avec des brins sauvages et ainsi créer des hétéroduplexes, ou se recombiner entre eux et donner des homoduplexes. La formation d’hétéroduplexes entraîne l’apparition de mauvais appariements au niveau de la mutation, ou polymorphisme, et les liaisons entre les nucléotides correspondants ne se font pas correctement.
Pour rechercher un polymorphisme homozygote, il faut procéder de la même manière en mélangeant au préalable une population d'ADN sauvage à une population d'ADN polymorphe pour obtenir des hétéroduplexes après l'étape de dénaturation – renaturation.

### Analyse

#### Principe
Ces mauvais appariements (mismatches) présents au niveau des hétéroduplexes sont à la base de la détection de polymorphismes par la DHPLC. En effet, les hétéroduplexes, thermiquement moins stables que leurs homoduplexes correspondants, seront résolus grâce à la chromatographie lorsqu'ils seront soumis à une température suffisamment élevée. La conséquence de cette instabilité sera un désappariement, ou fusion, des deux brins d'ADN dans la région du polymorphisme lorsque l'ADN sera chauffé à la température adéquate. Cette dernière peut être déterminée approximativement grâce à des logiciels adéquats, ainsi des courbes de fusion proches de la réalité peuvent être tracées. Le comportement des mauvais appariements des hétéroduplexes est plus facilement prévisible que celui de conformères des simples brins d’ADN.
Ce désappariement entraînera dès lors une diminution de l'interaction avec la colonne et donc un temps de rétention réduit par rapport aux homoduplexes lors de la séparation chromatographique.

#### Matériel
Pour observer ce phénomène de séparation, la DHPLC utilise une colonne greffée d'une phase stationnaire non poreuse composée de poly(styrène-divinylbenzène) alkylé. Cette phase stationnaire est électriquement neutre et hydrophobe. L'ADN, lui, est chargé négativement au niveau de ses groupements phosphates et ne peut donc s'adsorber de lui-même au niveau de la colonne. Afin de rendre l'adsorptionpossible, on utilise de l'acétate de triéthylammonium (TEAA). Les ions ammonium chargés positivement de ces molécules interagissent avec l'ADN et les chaînes alkyl, avec la surface hydrophobe de la phase solide. Généralement, l’élution est faite par un gradient de deux solvants, l’un acétate de triéthylammonium et l’autre acétate de triéthylammonium avec un certain pourcentage volumique d’acétonitrile, chauffés à la température de dénaturation partielle déterminée informatiquement.
Ainsi, lorsque les hétéroduplexes sont partiellement dénaturés par chauffage, des charges négatives subissent une délocalisation partielle et la force d'interaction entre l'ADN des hétéroduplexes et la colonne diminue en comparaison à la force d'interaction des homoduplexes. Ces derniers seront alors élués moins rapidement par la phase mobile, par rapport aux hétéroduplexes qui passeront alors les premiers devant le détecteur, qui peut être un détecteur UV (Ultraviolet), par fluorescence ou tout autre détecteur utilisé en HPLC permettant la détection de protéines.

## Présentation de l'expérience réalisée
Des chercheurs australiens ont réalisé un projet pour la détection des mutations d’ADN en utilisant le DHPLC, cette expérience est publiée en octobre 2004, ce qui suit explique ce qu’ils ont fait.
Pour dépister les variantes de la séquence d’ADN, il est fondamentale de comprendre les désordres  mendélienne classique et la susceptibilité individuelle aux maladies complexes communes. De nombreuses techniques de criblage de l'ADN ont été développées.  L’électrophorèse de gradient en gel dénaturant (Denaturing gradient gel electrophoresis) et le clivage chimique ont une sensibilité de détection élevée, mais ils sont formatés pour une utilisation manuelle impliquant des produits chimiques toxiques, et sont techniquement difficile. La conformation polymorphisme des simples brins et l'analyse hétéroduplex sont simples et peu coûteux, mais ils exigent beaucoup de travail et sont associés à une faible sensibilité (80%). Le tableau de l’hybridation des ADN immobilisés et l’inadéquation enzymatique du clivage de mésappariement enzymatique sont des techniques prometteuses, mais produisent un nombre élevé de faux des signaux positifs et sont coûteux. En comparaison, DHPLC peut dépister les variantes de l'ADN dans un mode à haut débit et avec un taux de détection supérieur (95%).
L’objectif de l’étude était d’évaluer l'utilité de dénaturation Chromatographie en phase liquide à haute performance (DHPLC) en tant qu'outil à haut débit dans la détection des mutations d'ADN dans la cardiomyopathie hypertrophique héréditaire (FHC)

### Description de la méthode
Les limites de la séquence codante et l'intron-exon du gène de la chaîne lourde de myosine cardiaque b (MYH7) ont été ciblés par DHPLC pour l'identification des mutations chez 150 patients indépendants diagnostiqués avec FHC dont six présentant des mutations MYH7 connus, témoins positifs. La maladie est estimée être la cause de mutations dans le gène MYH7 entrainant des faux-sens qui ont une fréquence de 0,5 % de la population.
Tous les résultats obtenus par DHPLC ont été confirmés par des procédés classiques.
L’ADN a été isolé à partir de cellules sanguines nucléées périphériques en utilisant une méthode avec du phénol chloroformé. Les précurseurs des régions codant MYH7 ont été conçus à l'aide de deux logiciels Oligo 6  et Navigator sur la base de la séquence GenBank ou adopté à partir de la littérature. Les précurseurs pour amplifier l'amplicon de 465 pb à partir de l'exon 2 ont été conçus en utilisant les mêmes logiciels sur la base de la séquence de référence (accession AC068948). Tous les amplicons ont été générés par PCR dans un volume réactionnel de 50 µl en utilisant GenAmp 9700 (Applied Biosystems, Foster City, en Californie, États-Unis). Après amplification, les amplicons ont subi une étape de dénaturation à 95 °C pendant cinq minutes, suivie d’un maintien à la température ambiante pendant 45 minutes pour favoriser la formation d'hétéroduplex dans des échantillons hétérozygotes pour un allèle mutant. Un échantillon représentatif de chaque groupe de profil positif a été séquencé en utilisant l'ABI Prism 3700 séquenceur d'ADN (Applied Biosystems). Les mutations dans les autres échantillons avec un profil d'élution similaires ont été confirmées par l'analyse de polymorphisme sur la longueur de fragment.

### Technique de séparation utilisée et logiciels
L’analyse DHPLC a été effectuée sur le système d'analyse de fragments d'acides nucléiques Transgenomic WaveH (Modèle 3500 HT; Transgenomic), contrôlé par le logiciel Navigator . L’échantillonneur automatique peut contenir 192 échantillons et introduit 5-20 µl de chaque échantillon à la cartouche DNASepH. Les fragments d'ADN sont élués par des changements de gradient linéaire de tampon A (0.1M TEAA)et B (0.1M TEAA et 25%acétonitrile), avec des rapports déterminés par le logiciel Navigator basé sur  la taille de l'amplicon. Les fragments d'ADN élues sont détectés par le détecteur de rayons ultraviolets du système. La détection de la variation de séquence d'ADN dépend de la formation d'hétéroduplex entre de type sauvage et le brin simple d’ADN mutant. À température élevée, les hétéroduplex les moins thermostables commencent à  fondre dans la région correspondant au « missmatch », et par conséquent il élue plus rapidement que les homoduplexes correspondants. Ainsi, une prédiction de température de colonne est cruciale. Le logiciel Navigator intègre plusieurs facteurs, y compris la forme de l’amplicon, la prédiction de profil fusion, l'analyse à grande échelle, la normalisation, et l’identification automatique des mutations. Une caractéristique unique du logiciel est la superposition et normalisation des profils de DHPLC afin d'augmenter la sensibilité, la vitesse et la précision de l'analyse des données.

### Résultats
La température de la colonne est importante du point de vue des interactions entre la colonne et l’ADN.Il est possible de déterminer la proportion de mutations par rapport à l’allèle naturel, à partir d’un étalonnage. Le signal obtenu est  unique pour une mutation donnée ou combinaison de mutations. Si la proportion de non mutant est trop importante, le signal DHPLC diminue.
La DHPCL requiert seulement 8-16µl de produit de PCR pour l’analyse, sur les 50µL produits. Le restant peut être utilisé pour les procédures de confirmation comme le séquençage ou le clonage.
Sa capacité à n’identifier que les variations hétérozygotes est une limitation pour la DHPLC. Cependant, il est possible de mélanger un échantillon de variations homozygotes avec un échantillon non muté avant la dénaturation pour générer une population hétérozygote.
C’est une méthode rapide d’analyse d’un gène de longueur importante, comme celui de MYH7, qui permet aussi de la détection du polymorphisme d’un seul nucléotide.